# Olasz
Olasz (Duits: Ahlaß) is een plaats (község) en gemeente in het Hongaarse comitaat Baranya. Olasz telt 623 inwoners (2001).

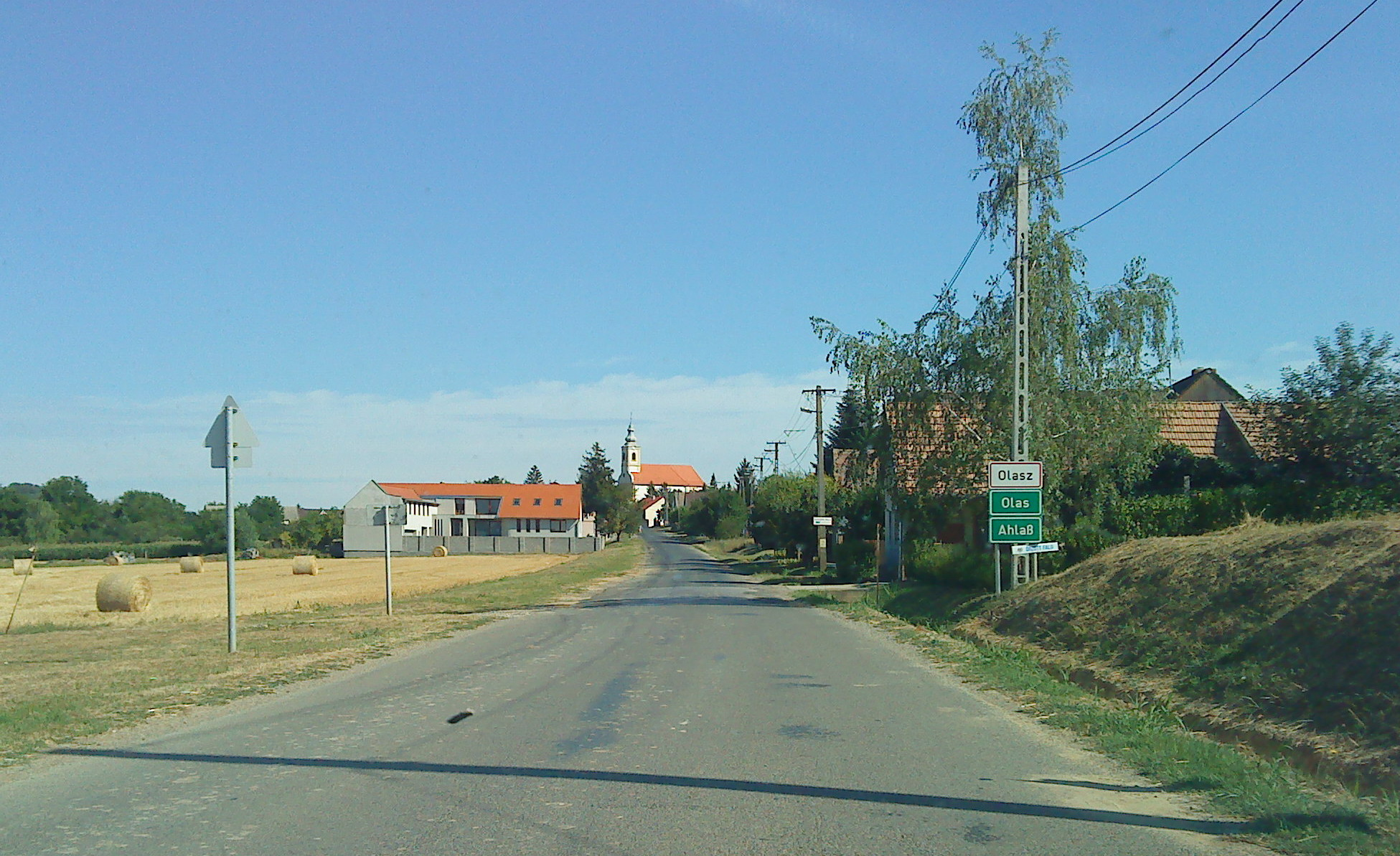
Olasz
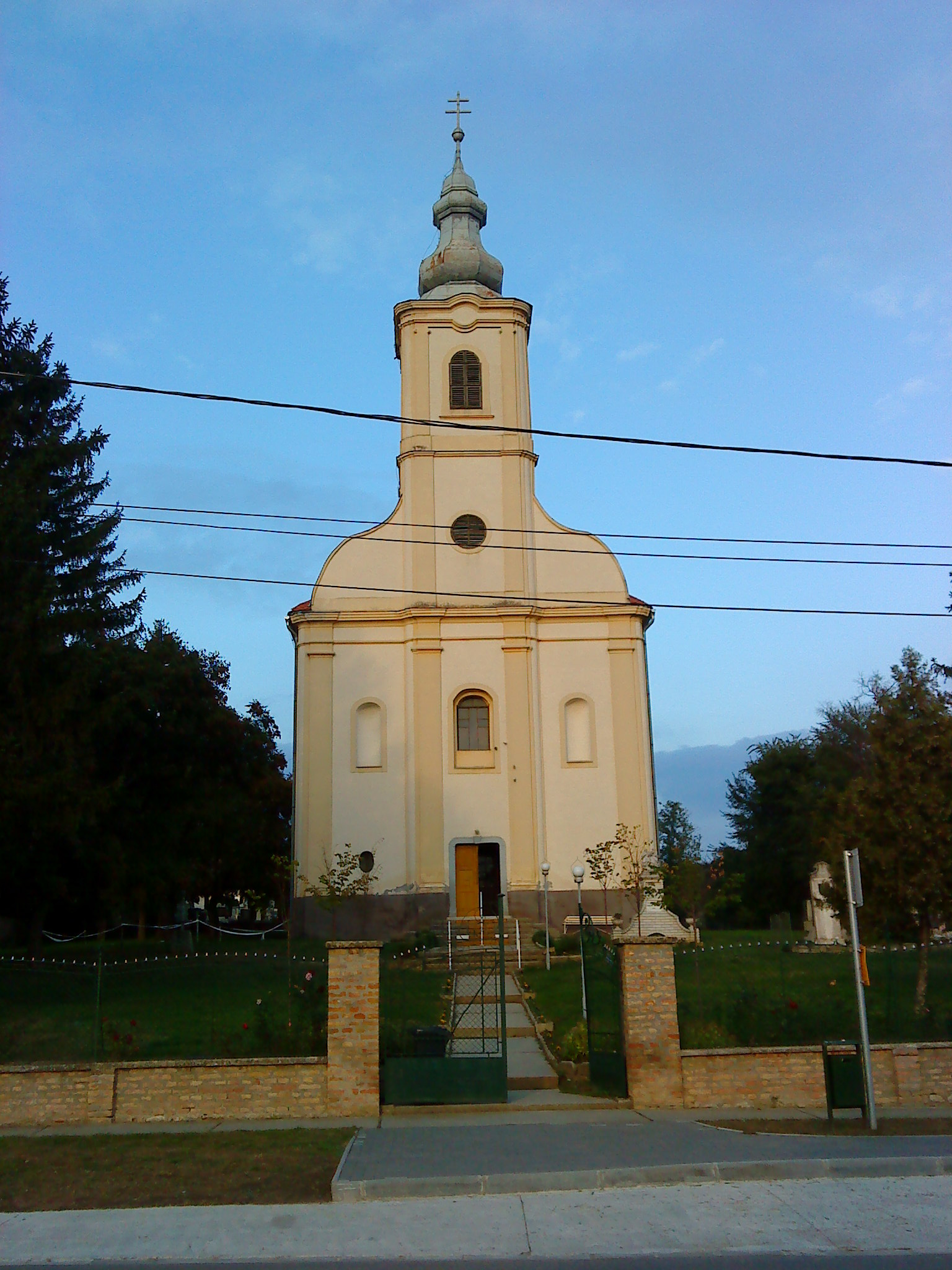
Kerk in Olasz